# ماریو مارتین
ماریو مارتین (انگلیسی: Mario Martín؛ زادهٔ ۵ مارس ۲۰۰۴) بازیکن فوتبال اهل اسپانیا است.